# دينيس دوفال
دينيس دوفال (بالإنجليزية: Dennis DuVal)‏ مواليد 31 مارس 1952 في وستباري، هو لاعب كرة سلة أمريكي معتزل. تم اختياره من قبل فريق واشنطن ويزاردز خلال الدرافت. يبلغ طوله 6 قدم 3 بوصة (1.9 م). لعب مع واشنطن ويزاردز وأتلانتا هوكس.

## روابط خارجية
- دينيس دوفال على موقع إن بي أي (الإنجليزية)
- دينيس دوفال على موقع سبورتس رفرنس (الإنجليزية)
- دينيس دوفال على موقع كلية كرة السلة في سبورتس رفرنس.كوم (الإنجليزية)
- دينيس دوفال على موقع ريلجم (الإنجليزية)
- دينيس دوفال على موقع بروبوليرز (الإنجليزية)